# Ocean Pines (Maryland)
Ocean Pines es un lugar designado por el censo ubicado en el condado de Worcester en el estado estadounidense de Maryland. En el Censo de 2010 tenía una población de 11.710 habitantes y una densidad poblacional de 482,52 personas por km².

## Geografía
Ocean Pines se encuentra ubicado en las coordenadas 38°22′57″N 75°8′26″O / 38.38250, -75.14056. Según la Oficina del Censo de los Estados Unidos, Ocean Pines tiene una superficie total de 24.27 km², de la cual 17.25 km² corresponden a tierra firme y (28.93%) 7.02 km² es agua.

## Demografía
Según el censo de 2010, había 11.710 personas residiendo en Ocean Pines. La densidad de población era de 482,52 hab./km². De los 11.710 habitantes, Ocean Pines estaba compuesto por el 94.52% blancos, el 2.43% eran afroamericanos, el 0.19% eran amerindios, el 0.89% eran asiáticos, el 0.03% eran isleños del Pacífico, el 0.71% eran de otras razas y el 1.23% pertenecían a dos o más razas. Del total de la población el 2.36% eran hispanos o latinos de cualquier raza.